# Tall de Dedekind

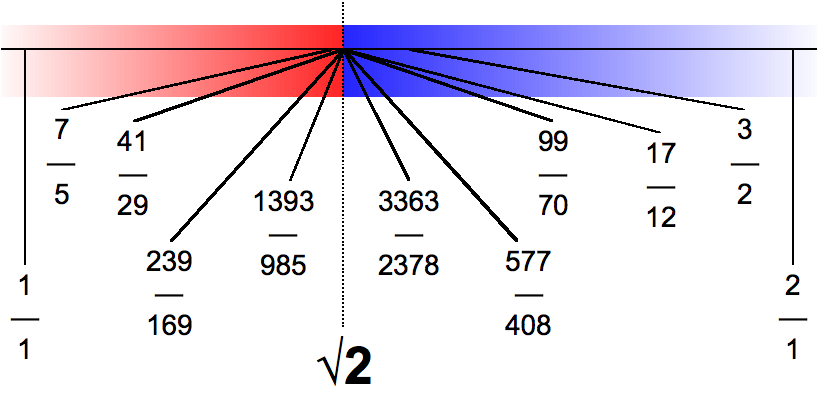
Un tall de Dedekind separa el conjunt dels nombres racionals en dos subconjunts: aquells que el seu quadrat és més petit que 2 i aquells que el seu quadrat és més gran que 2. Aquest tall es pot identificar amb el nombre irracional. El conjunt dels talls de Dedekind es pot fer servir per construir el conjunt dels nombres reals a partir dels nombres racionals.

En matemàtiques, un tall de Dedekind d'un conjunt totalment ordenat {\displaystyle E} és una parella (A,B) de subconjunts de {\displaystyle E}, que formen una partició de E, i on tot element de {\displaystyle A} és més petit que tot element de {\displaystyle B}.
De certa manera, aquest tall conceptualitza alguna cosa que es trobaria «entre» {\displaystyle A} i {\displaystyle B}, però que no ha de ser per força un element de {\displaystyle E}.
Els talls de Dedekind van ser introduïts per Richard Dedekind com a mitjà de construcció del conjunt dels nombres reals (presentant de manera formal el que es troba «entre» els nombres racionals).

## Definició
Un tall de Dedekind d'un conjunt totalment ordenat {\displaystyle E} es defineix per una parella (A,B), on {\displaystyle A\subset E} i {\displaystyle B\subset E}, tals que:
1. {\displaystyle A\neq \emptyset ,B\neq \emptyset }
2. {\displaystyle A\cap B=\emptyset }#{\displaystyle A\cup B=E}
3. {\displaystyle \forall x\in A,\forall y\in B,x<y}

Els punts 1, 2 i 3 diuen que {\displaystyle A} i {\displaystyle B} constitueixen una partició de {\displaystyle E}. Per tant, la definició d'un determina completament l'altre.
El punt 4 formula la partició dels elements de {\displaystyle E} en aquestes dues parts. Es pot demostrar que aquest punt equival a:
- {\displaystyle \forall x\in E,(a\in A\land x\leq a\Rightarrow x\in A)} i
- {\displaystyle \forall y\in E,(b\in B\land y\geq b\Rightarrow y\in B)}.

## Exemples

### Construcció dels nombres reals
Si {\displaystyle E=\mathbb {Q} }, el conjunt dels nombres racionals, es pot considerar el tall següent:
{\displaystyle A=\{a\in \mathbb {Q} |a^{2}<2\lor a\leq 0\}}
{\displaystyle B=\{b\in \mathbb {Q} |b^{2}\geq 2\land b>0\}}
Aquest tall permet representar el nombre irracional {\displaystyle {\sqrt {2}}} que aquí es defineix alhora pel conjunt nombres racionals que són més petits i pel dels nombres racionals que són més grans.
La presa en consideració de tots els talls de Dedekind sobre {\displaystyle \mathbb {Q} } permet una construcció del conjunt dels nombres reals {\displaystyle \mathbb {R} } (vegeu l'article Construcció dels nombres reals).

## Ordre sobre els talls de Dedekind
Siguin {\displaystyle (A,B)} i {\displaystyle (C,D)} dos talls de Dedekind de {\displaystyle E}. Es defineix un ordre sobre el conjunt dels talls de Dedekind de {\displaystyle E} posant:
{\displaystyle (A,B)<(C,D)\Leftrightarrow A\subset C}.
Es pot demostrar que el conjunt dels talls de Dedekind de {\displaystyle E} proveït d'aquest ordre posseeix la propietat de la fita superior, fins i tot si {\displaystyle E} no la posseeix. Submergint {\displaystyle E} en aquest conjunt, se'l perllonga en un conjunt del que tota subclasse afitada posseeix un suprem.